# Melk

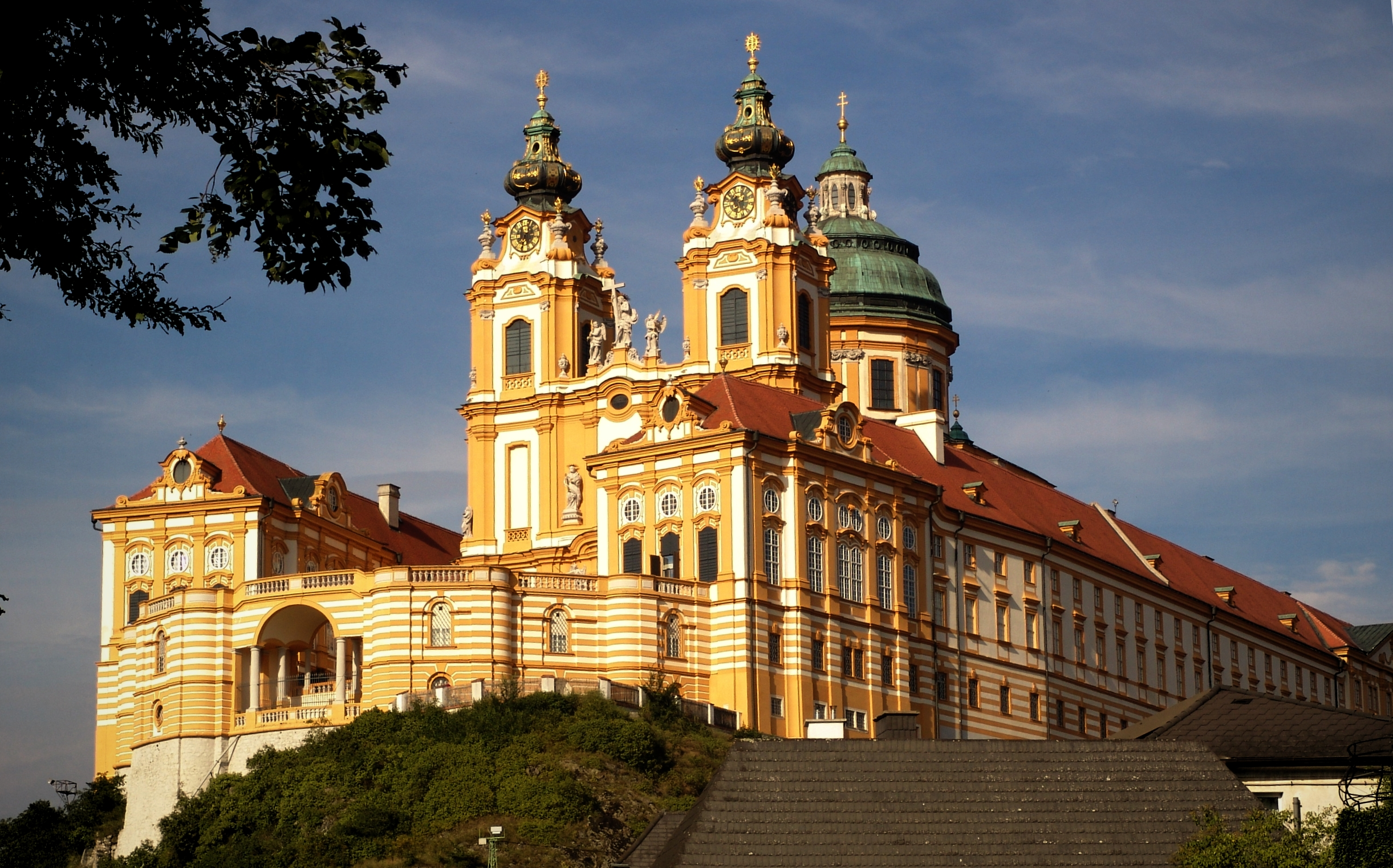
Klostret Stift Melk.

Melk (äldre stavning: Mölk) är en stadskommun i förbundslandet Niederösterreich i nordöstra Österrike. Melk är huvudort i distriktet med samma namn.  Kommunen har 5 674 invånare (2024).
Staden ligger intill dalgången Wachau, där floden Donau flyter fram. Den är känd för sitt stora benediktinerkloster Stift Melk som grundades 1089.

## Historia
År 831 blev Melk först känt som Medilica. I Nibelungenlied förbinds platsen med det medelhögtyska namnet Medelike.
Leopold I, markgreve från 976, gjorde Melk till sitt residens. 996 blev området för första gången kallat Ostarichi, upprinnelsen till Österreich, det tyska namnet för Österrike.
Adalbert den segerrike, markgreve av Österrike, residerade i Melk och dog där 26 maj 1055. 1089 överlät markgreve Leopold II borgen till benediktinermunkar från Lambach. Sedan dess finns benediktinerklostret Stift Melk i Melk. Redan på 1100-talet upprättades en klosterskola och biblioteket, som nu har 300 000 böcker, påbörjades.
Melk fick 1227 rätt att hålla marknad. Under den så kallade Melkreformen på 1400-talet var Stift Melk utgångspunkt för en av de mest betydande klosterreformerna under medeltiden och klostret hade täta förbindelser med humanisterna vid universitetet i Wien. Melk fick stadsrättigheter 1889.
Från 21 april 1944 till evakueringen 15 april 1945 var Melks koncentrationsläger en avdelning av koncentrationslägret i Mauthausen.

## Orter
Kommunen består av tio orter (Ortschaften) (inom parentes invånarantal 1 januari 2024):

- Großpriel (53)
- Kollapriel (23)
- Melk (4 085)
- Pielach (325)
- Pielachberg (466)
- Pöverding (130)
- Rosenfeld (32)
- Schrattenbruck (87)
- Spielberg (347)
- Winden (126)